# 콜린 그레이

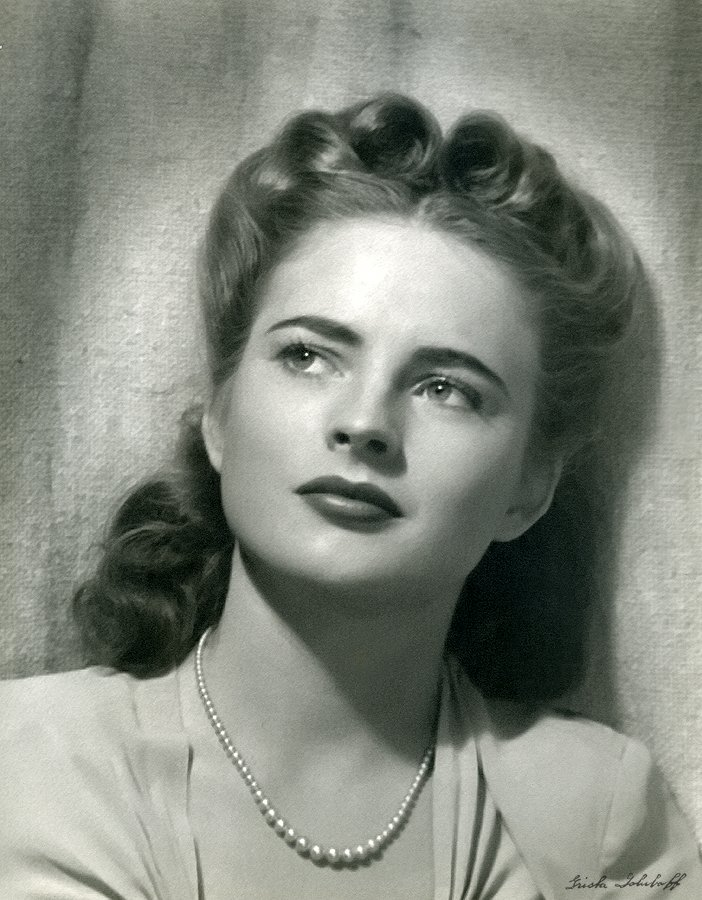

콜린 그레이(Coleen Gray, 1922년 10월 23일 ~ 2015년 8월 3일)는 미국의 배우, 영화배우, 텔레비전 배우이다.
로스앤젤레스에서 사망하였다.

## 영화
- 119 구조대 (1972년)
- 수사관 맥클라우드 (1970년)
- 아이언 사이드 (1967년)
- 우리 생애 나날들 (1965년)
- 미스터 에드 (1961년)
- 팬텀 플래닛 (1961년)
- 나의 세 아들 (1960년)
- 거머리 여인 (1960년)
- 선셋 77번가 (1958년)
- 페리 메이슨 (1957년)
- 더 뱀파이어 (1957년)
- 먼지 속의 별 (1956년)
- 킬링 (1956년)
- 내일없는 우정 (1955년)
- 라이딩 하이 (1950년)
- 샌드 (1949년)
- 붉은 강 (1948년)
- 악몽의 골목 (1947년)
- 이중 노출 (1947년)
- 쓰리 리틀 걸스 인 블루 (1946년)
- 핀 업 걸 (1944년)